# Liolaemus zullyi
Liolaemus zullyi är en ödleart som beskrevs av  José Miguel Cei 1996. Liolaemus zullyi ingår i släktet Liolaemus och familjen Tropiduridae. Inga underarter finns listade i Catalogue of Life.
Artepitetet i det vetenskapliga namnet är bildat av kvinnonamnet Zully. Zully Ortega de Scolaro är mor eller hustru till J. A. Scolaro som var delaktig i artens vetenskapliga beskrivning.
Denna ödla förekommer i Argentina i provinsen Santa Cruz och i Chile i regionen Aysén. Arten lever i kulliga områden och i bergstrakter mellan 700 och 1400 meter över havet. Den vistas i klippiga regioner med glest fördelad växtlighet av buskar och gräs. Exemplaren har insekter som föda. Honor lägger inga ägg utan föder levande ungar.
För beståndet är inga hot kända. IUCN listar arten som livskraftig (LC).